# Guilherme Biro
Guilherme Sucigan Mafra Cunha (Sumaré, Brasil, 20 de abril de 2004), comúnmente conocido como Guilherme Biro o simplemente Biro es un futbolista brasileño que juega de centrocampista en el S. C. Corinthians Paulista del Campeonato Brasileño de Serie A.

## Trayectoria
En diciembre de 2020 firmó su primer contrato profesional con el S. C. Corinthians Paulista hasta finales de 2023. Debutó con el primer equipo el 2 de julio de 2022 en la derrota a domicilio por 0-4 contra el Fluminense F. C. en el Campeonato Brasileño de Serie A.

## Selección nacional
Fue convocado a la selección sub-15 en 2019, y figuró en el Campeonato Sudamericano de Fútbol Sub-15 de 2019.

## Estadísticas

### Clubes
Actualizado al último partido disputado el 22 de agosto de 2023.
| Club                                | Div.          | Temporada     | Liga  | Liga  | Liga   | Estatal | Estatal | Estatal | Copas nacionales | Copas nacionales | Copas nacionales | Copas internacionales | Copas internacionales | Copas internacionales | Total | Total | Total  |
| Club                                | Div.          | Temporada     | Part. | Goles | Asist. | Part.   | Goles   | Asist.  | Part.            | Goles            | Asist.           | Part.                 | Goles                 | Asist.                | Part. | Goles | Asist. |
| ----------------------------------- | ------------- | ------------- | ----- | ----- | ------ | ------- | ------- | ------- | ---------------- | ---------------- | ---------------- | --------------------- | --------------------- | --------------------- | ----- | ----- | ------ |
| S. C. Corinthians Paulista · Brasil | 1.ª           | 2022          | 2     | 0     | 0      | 0       | 0       | 0       | 0                | 0                | 0                | ―                     | ―                     | ―                     | 2     | 0     | 0      |
| S. C. Corinthians Paulista · Brasil | 1.ª           | 2023          | 9     | 0     | 0      | 0       | 0       | 0       | 1                | 0                | 0                | 5                     | 0                     | 0                     | 15    | 0     | 0      |
| S. C. Corinthians Paulista · Brasil | Total club    | Total club    | 11    | 0     | 0      | 0       | 0       | 0       | 1                | 0                | 0                | 5                     | 0                     | 0                     | 17    | 0     | 0      |
| Total carrera                       | Total carrera | Total carrera | 11    | 0     | 0      | 0       | 0       | 0       | 1                | 0                | 0                | 5                     | 0                     | 0                     | 17    | 0     | 0      |